# Flugplatz Rif

i8
i11
i13
Der Flugplatz Rif (isländisch Rifsflugvöllur, IATA-Code: OLI, ICAO-Code: BIRF)  liegt im Westen von Island.
Er liegt an der Nordküste der Halbinsel Snæfellsnes bei dem Dorf Rif mit nur 137 Einwohnern.(Stand: 1. Januar 2023)
Der Flugplatz versorgt auch die Nachbarorte Hellissandur in 3 km Entfernung (364 Einwohner) und Ólafsvík  6 km mit 991 Einwohnern.
Die Orte sind über den Útnesvegur  miteinander verbunden.
Die Start- und Landebahn 06/24 wurde 1979 neu angelegt.
Ab dem Jahr 1980 wurde asphaltiert, die Landebahnbefeuerung angebracht und das Abfertigungsgebäude errichtet.
Die zweite geschotterte Start- und Landebahn in Ost-West-Richtung kam 1990 dazu.
Bis 1993 gab es Linienflüge zum Flughafen Rif.